# Yuzukoshō
Yuzukoshō (柚子胡椒 / ゆずこしょう, aussi yuzugoshō) est un type d'assaisonnement nippon. C'est une pâte faite à partir de piment, d'écorce de yuzu vert et de sel, mis à fermenter. 
Il est d'usage de s'en servir de condiment pour les plats de type nabemono, avec la soupe miso et il accompagne parfaitement les sashimis. Les différentes recettes de yuzukoshō viennent de Kyūshū.

## Histoire
Il existe des théories selon lesquelles le yuzukoshō aurait été créé à l'origine à Hita dans la préfecture d'Ōita,, ainsi qu'à Soeda dans la préfecture de Fukuoka. Selon une autre théorie, des familles de plusieurs villages autour de Hita, où la culture du yuzu est populaire, seraient à l'origine de la création de ce condiment. On le dit dater de l'ère Showa.
Le produit a été travaillé au XXIe siècle. Selon Kamiya Yoshie (2021) le meilleur moment pour la préparer est lorsque les piments sont vert foncé, bien juteux et croquants, et lorsque le yuzu vert a une peau élastique. Il est produit à échelle industrielle et transformé (divers types de chips aromatisées au yuzukosho, Nestlé produit des Kit Kat au yuzukosho).
Le yuzu vert est un produit abondant de l'éclaircissage du yuzu en aout et septembre. Le succès du yuzukosho a fait naitre d'autre condiments comparables à base d'autres agrumes verts d'été qui doivent eux aussi être éclaircis :  le スダチこしょう (Sudachi koshō) le sudachi de la préfecture de Tokushima, le かぼす胡椒 (Kabosu koshō) avec les kabosu de la préfecture d'Oïta.

## Utilisation
Le yuzukoshō est un condiment mondialisé, on trouve les différentes couleurs des piments qui sont hachés grossièrement et mélangé dans un mortier au zeste haché finement du yuzu vert: 
- kosho vert au piment vert dont un mélange doux moins épicé,
- jaune au piment jaune et orange mélange de piment jaune et de piment rouge,
- rouge au piment rouge, présentation traditionnelle[10].

La proportion des 3 composants a pour ordre de grandeur : piment 40%, sel 30% (21% est un minimum pour une bonne conservation), écorces de yuzu 30%. L'entreposage au froid est recommandé pour conserver la saveur.
Le gout épicé côtoie l'acidité végétale du yuzu, on l'utilise comme une sorte de moutarde avec les viandes et le poisson et dans les marinades ou les sauces. On en trouve aussi dans des sodas.  